# Dennis Deletant
Dennis Deletant (n. 5 martie 1946) este un istoric britanic specialist în istoria României. A fost profesor de limba română la School of Slavonic and East European Studies (SSEES) la University College of London. A fost student la SSEES, unde a studiat limba română. În anul 1988 a fost declarat persona non grata de către autoritățile comuniste din România, din cauza dezvăluirii în  Occident a abuzurilor împotriva drepturilor omului din România. La 31 decembrie 1989, Deletant a intrat în România pe la Giurgiu, ca singurul corespondent de limba română într-o echipă BBC , venind din Bulgaria.

## Cariera academică
La SSEES, Deletant a deținut succesiv pozițiile de asistent universitar la limba și literatura română (din 1969), lector de limba și literatura română (din 1972), lector senior de Studii Române (din 1988), conferențiar de Studii Române (din 1993) și profesor (din 1996). A fost profesor de Studii Române la Universitatea din Amsterdam (din 2003 până în 2010). În 1990 a fost invitat să facă parte din comitetul consultativ al British Government's Know-How Fund for Central and Eastern Europe. Este doctor în filologie, cu o teză de doctorat despre Codicele de la Ieud, susținută în Anglia, la Universitatea din Londra.

## Familia
Dennis Deletant s-a căsătorit cu Andreea Caracostea, fiica profesorului universitar Andrei Caracostea și nepoata lui Dumitru Caracostea. În tinerețe, tatăl Andreei a fost arestat de autoritățile comuniste vreo 18 luni, ca element ostil, dușmănos.

## Distincții
A primit distincția de Ofițer al Ordinului Imperiului Britanic în 1995. A fost decorat în anul 2000 cu Ordinul Serviciul Credincios,  de către președintele Emil Constantinescu. În anul 2016 i s-a acordat Ordinul Steaua României de către președintele Klaus Iohannis.